# Francis Douglas (8e comte de Wemyss)
Pour les articles homonymes, voir Douglas.
Francis Wemyss Charteris Douglas, 8e comte de Wemyss (15 avril 1772 - 28 juin 1853) est un pair écossais,.

## Biographie

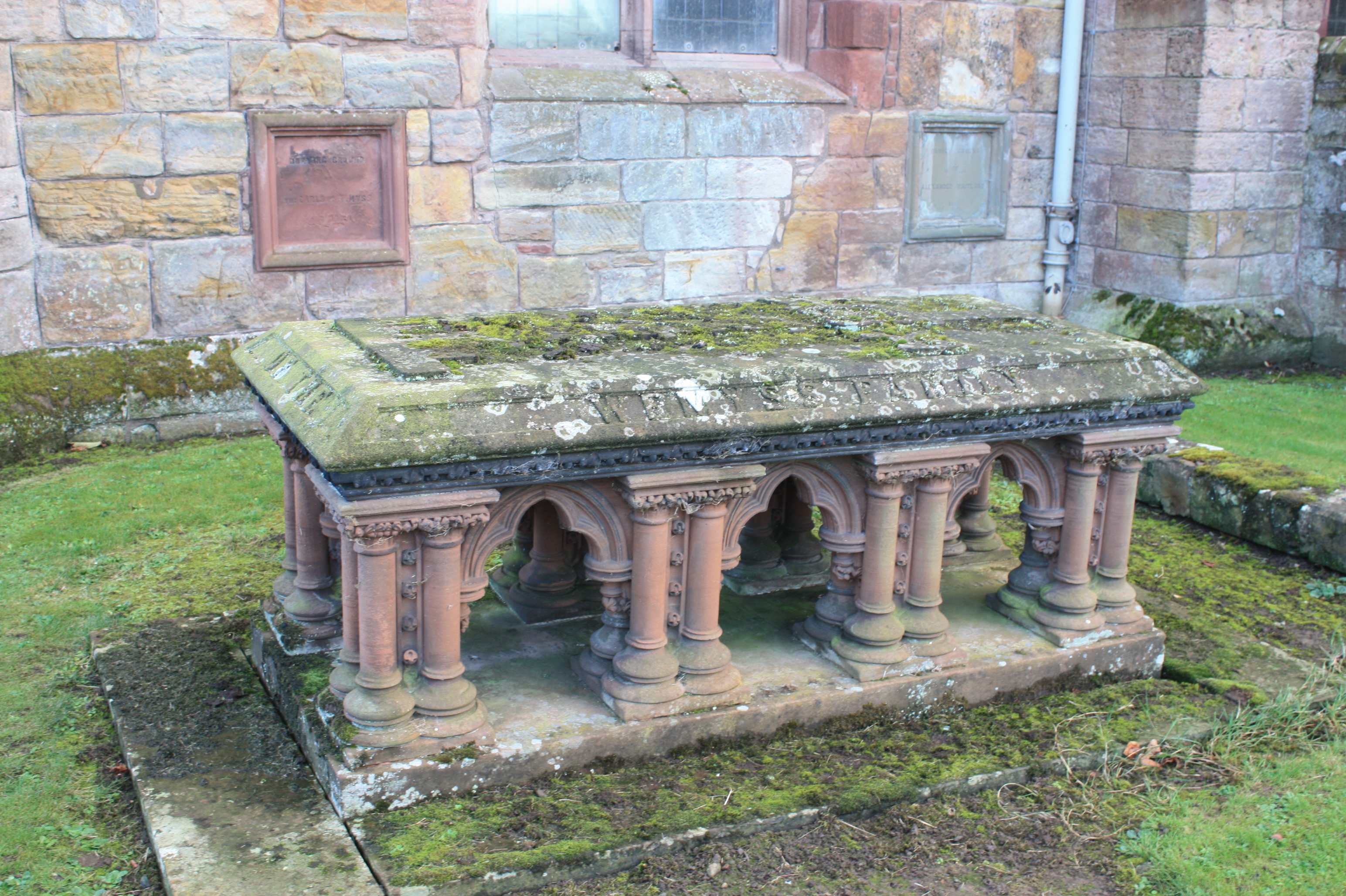
La tombe des comtes de Wemyss, église St Marys, Haddington

Il est le fils de Francis Charteris (Lord Elcho) (1749-1808), et le petit-fils de Francis Charteris, 7e comte de Wemyss, de jure.
Il fait ses études au Collège d'Eton de 1780 à 1787. En 1810, il succède à son cousin, William Douglas (4e duc de Queensberry), comme comte de March, comme héritier d'Anne Douglas, sœur du premier comte de March. Il prend ensuite le nom de famille de Douglas.
En 1821, il est créé baron Wemyss, de Wemyss dans le comté de Fife, dans la pairie du Royaume-Uni, qui lui donne droit à un siège automatique à la Chambre des lords. En 1826, il obtient le comté de Wemyss et devient le huitième comte de Wemyss. De 1821 à 1853, il est Lord Lieutenant du Peeblesshire.

## Famille
Le 31 mai 1794, il épouse Margaret Campbell et ils ont huit enfants:
- Charlotte Charteris (décédée en 1886)
- Louisa Antoinetta Charteris (décédée en 1854)
- Harriet Charteris (décédée en 1858)
- Eleanor Charteris (1796-1832), mariée à Walter Frederick Campbell de Shawfield
- Francis Wemyss-Charteris (9e comte de Wemyss) (1796-1883)
- Walter Charteris (1797-1818)
- Margaret Charteris (1800-1825)
- Katherine Charteris Wemyss (1801-1844), épouse son cousin germain George Grey, 8e baron Grey de Groby.